# Okręty podwodne typu TR1700
Okręty podwodne typu TR1700 – argentyńskie okręty podwodne z lat 80. XX wieku. W latach 1980–1985 w niemieckiej stoczni Nordseewerke w Emden zbudowano dwa okręty tego typu, które przyjęto do służby w Armada de la República Argentina w latach 1984–1985. „San Juan” zaginął na południowym Atlantyku w listopadzie 2017 roku, zaś „Santa Cruz” nadal znajduje się w służbie (stan na 2019 rok).

## Projekt i budowa

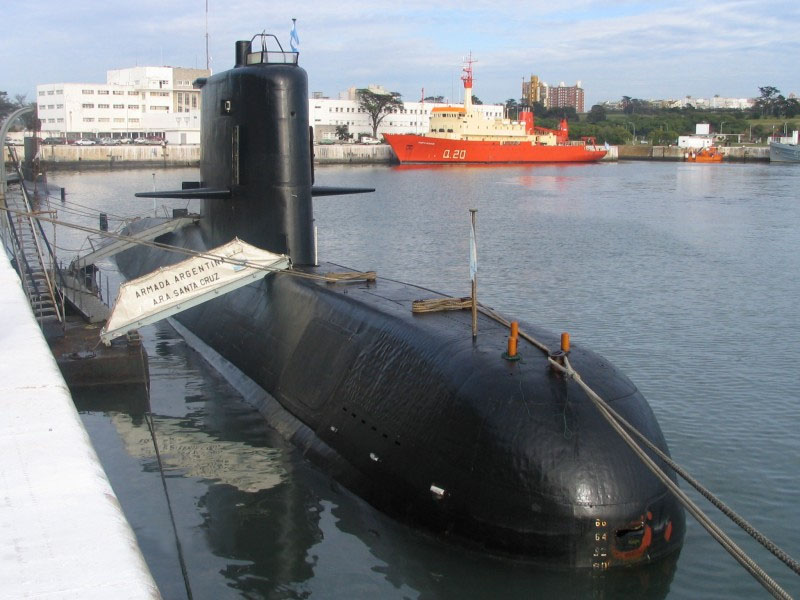
„Santa Cruz”

Okręty podwodne typu TR1700 zostały zaprojektowane na zamówienie Argentyny w biurze konstrukcyjnym stoczni Nordseewerke, konkurencyjnym w stosunku do należącego do Howaldtswerke-Deutsche Werft biura Ingenieurkontor Lübeck. 30 listopada 1977 roku stocznia zawarła z rządem Argentyny kontrakt na dostawę czterech jednostek typu TR1700 i dwóch typu TR1400, będących zmniejszoną wersją tych pierwszych . W 1982 roku strony zmieniły zapis umowy, rezygnując z jednostek typu TR1400, zamiast których miały powstać kolejne dwa okręty typu TR1700 . Pierwsze dwie jednostki zbudowano w Niemczech, pozostałe cztery miały powstać w argentyńskiej stoczni Astilleros Domecq García w Buenos Aires przy wsparciu technicznym i materiałowym Nordseewerke.
Dwa pierwsze okręty typu TR1700 zostały zbudowane w niemieckiej stoczni Nordseewerke w Emden (numery budowy 463 i 465) . Stępki tych jednostek położono w latach 1980–1982, a zwodowane zostały w latach 1982–1983. Stępki dwóch kolejnych okrętów, budowanych w argentyńskiej stoczni Astilleros Domecq García położono w 1983 i 1985 roku, jednak okręty nigdy nie zostały zwodowane i ukończone, z uwagi na problemy finansowe kraju. Za zgodą strony niemieckiej, Argentyna poszukiwała od 1986 roku kupca, dla którego mogłaby ukończyć okręty, lecz działania te nie odniosły powodzenia. W 1996 roku stocznia została sprzedana, po czym nieukończone kadłuby zostały rozebrane i częściowo wykorzystane na części zamienne, podobnie jak materiał zgromadzony do budowy piątego i szóstego okrętu .
Okręty te – znacznie większe od niemieckich eksportowych jednostek typu 209 – charakteryzują się dużym zasięgiem umożliwiającym prowadzenie operacji morskich na otwartych wodach południowego Atlantyku i Pacyfiku. Są jednymi z największych konwencjonalnych okrętów podwodnych na świecie.
| Okręt                        | Stocznia      | Początek budowy     | Wodowanie        | Wejście do służby |
| ---------------------------- | ------------- | ------------------- | ---------------- | ----------------- |
| „Santa Cruz” (S-41)          | Nordseewerke  | 6 grudnia 1980      | 28 września 1982 | 14 grudnia 1984   |
| „San Juan” (S-42)            | Nordseewerke  | 18 marca 1982       | 20 czerwca 1983  | 19 listopada 1985 |
| „Santa Fé” (S-43)            | Domecq García | 4 października 1983 | -                | -                 |
| „Santiago del Estero” (S-44) | Domecq García | 5 sierpnia 1985     | -                | -                 |

## Dane taktyczno–techniczne
Jednostki typu TR1700 są dużymi, okrętami podwodnymi konstrukcji jednokadłubowej o długości całkowitej 65,9 metra, szerokości 7,3 metra (8,36 metra nad statecznikami) i zanurzeniu 6,5 metra . Kadłub ma długość 47,44 metra i średnicę 7,3 metra. Wyporność w położeniu nawodnym wynosi 2080 ton (bez zbiorników balastowych), a w zanurzeniu 2280 ton.
Okręty napędzane są na powierzchni i w zanurzeniu przez trakcyjny silnik elektryczny prądu stałego Siemens 1H4525 o mocy 6600 kW (8980 KM) przy 200 obr./min , zasilany z ośmiu baterii akumulatorów po 120 ogniw o łącznej pojemności 11 900 Ah (w ciągu czasu rozładowania wynoszącego 10 godzin), ładowanych przez generatory o mocy po 1100 kW, poruszane czterema czterosuwowymi, 16-cylindrowymi silnikami wysokoprężnymi MTU 16V 652 MB80 o łącznej mocy 4940 kW (6720 KM) . Jednowałowy i jednośrubowy układ napędowy pozwala osiągnąć prędkość 15 węzłów na powierzchni i 25 węzłów w zanurzeniu (na chrapach 13 węzłów). Zasięg wynosi 12 000 Mm przy prędkości 8 węzłów na chrapach i 460 Mm przy prędkości 4 węzłów w zanurzeniu (lub 20 Mm przy prędkości maksymalnej). Zbiorniki mieszczą maksymalnie 314 ton paliwa. Dopuszczalna głębokość zanurzenia wynosi 270 metrów, a autonomiczność 30 dób (maksymalnie 70 dób).
Okręty wyposażone są w sześć dziobowych wyrzutni torped kalibru 533 mm, z łącznym zapasem 22 torped (lub 34 min). Jednostki mogą przenosić torpedy typu SST-4 lub Mark 37. Na okrętach zainstalowany jest automat do ładowania torped, zdolny w czasie 50 sekund przeładować wyrzutnie. Wyposażenie radioelektroniczne obejmuje radar nawigacyjny Thomson-CSF Calypso IV, telefon podwodny, system kierowania ogniem (przelicznik torpedowy) H.S.A. Sinbads, sonar STN Atlas CSU-3/4, bierne urządzenie pomiaru odległości Thomson Sintra DUUX-5 oraz bojowy system przeciwdziałania elektronicznego (ECM) Sea Sentry III. Prócz tego okręty mają dwa peryskopy, dwie tratwy ratunkowe, ponton i kotwicę.
Załoga pojedynczego okrętu składa się z 8 oficerów oraz 21 podoficerów i marynarzy (na okręcie znajduje się 12 rezerwowych koi dla maksymalnie 30 żołnierzy sił specjalnych).

## Służba

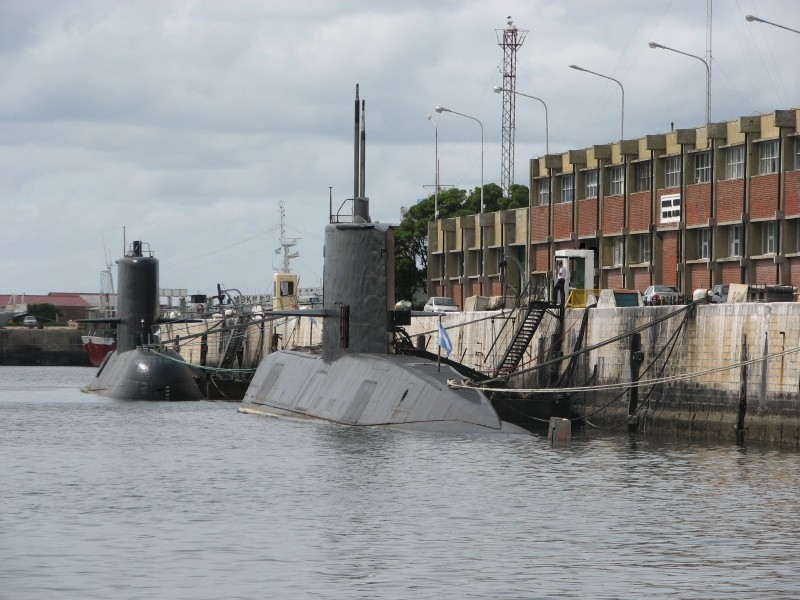
„Santa Cruz” i „San Juan” w Mar del Plata w 2007 r.

18 października 1984 roku dokonano odbioru technicznego pierwszego okrętu, po którym udał się w rejs do kraju, przebywając 6900 Mm w zanurzeniu. 14 grudnia 1984 roku jednostkę pod nazwą ARA „Santa Cruz” przyjęto do służby w Armada de la República Argentina. Drugą jednostkę pod nazwą ARA „San Juan” przyjęto do służby 19 listopada 1985 roku. Początkowo okręty otrzymały numery taktyczne S-33 i S-34, zmienione następnie na S-41 i S-42.
W latach 1999–2001 „Santa Cruz” przeszedł kapitalny remont w brazylijskiej stoczni Arsenal de Marinha do Rio de Janeiro w Rio de Janeiro, obejmujący m.in. wymianę silników, baterii akumulatorów i wyposażenia elektronicznego. Kolejny remont kapitalny został przeprowadzony w latach 2005–2007 w krajowej stoczni Astilleros Domecq García w Buenos Aires. Również „San Juan” przeszedł w latach 2007–2014 w stoczni Astilleros Domecq García remont kapitalny i modernizację, obejmującą m.in. wymianę silników, akumulatorów, peryskopów i chrap.
„San Juan” zaginął na południowym Atlantyku 15 listopada 2017 roku podczas rejsu do Mar del Plata z 44 osobami na pokładzie  . Jego ostatnia znana pozycja to 46°44′S 60°08′W/-46,733333 -60,133333 . 16 listopada 2018 roku marynarka argentyńska opublikowała informację, że szczątki zaginionego okrętu zlokalizowano w wodach Oceanu Atlantyckiego na wysokości Półwyspu Valdés w argentyńskiej Patagonii, na głębokości 800 metrów .
„Santa Cruz” nadal znajduje się w składzie argentyńskiej floty (stan na rok 2019) .